# Grand Prix Formule 1 van Spanje 1990
De Grand Prix Formule 1 van Spanje 1990 werd gehouden op 30 september 1990 op het circuit van Jerez.

## Uitslag
| Positie | Nummer | Rijder             | Team                  | Ronden | Tijd/Opgave     | Startplaats | Punten |
| ------- | ------ | ------------------ | --------------------- | ------ | --------------- | ----------- | ------ |
| 1       | 1      | Alain Prost        | Ferrari               | 73     | 1:48:01.461     | 2           | 9      |
| 2       | 2      | Nigel Mansell      | Ferrari               | 73     | +22.064         | 3           | 6      |
| 3       | 19     | Alessandro Nannini | Benetton-Ford         | 73     | +34.874         | 9           | 4      |
| 4       | 5      | Thierry Boutsen    | Williams-Renault      | 73     | +43.296         | 7           | 3      |
| 5       | 6      | Riccardo Patrese   | Williams-Renault      | 73     | +57.530         | 6           | 2      |
| 6       | 30     | Aguri Suzuki       | Larrousse-Lamborghini | 73     | +1:03.728       | 15          | 1      |
| 7       | 25     | Nicola Larini      | Ligier-Ford           | 72     | +1 Ronde        | 20          |        |
| 8       | 15     | Mauricio Gugelmin  | Leyton House-Judd     | 72     | +1 Ronde        | 12          |        |
| 9       | 18     | Yannick Dalmas     | AGS-Ford              | 72     | +1 Ronde        | 23          |        |
| 10      | 9      | Michele Alboreto   | Arrows-Ford           | 71     | +2 Ronden       | 25          |        |
| NF      | 11     | Derek Warwick      | Lotus-Lamborghini     | 63     | Versnellingsbak | 10          |        |
| NF      | 16     | Ivan Capelli       | Leyton House-Judd     | 59     | Fysiek          | 19          |        |
| NF      | 28     | Gerhard Berger     | McLaren-Honda         | 56     | Botsing         | 5           |        |
| NF      | 27     | Ayrton Senna       | McLaren-Honda         | 53     | Radiator        | 1           |        |
| NF      | 20     | Nelson Piquet      | Benetton-Ford         | 47     | Batterij        | 8           |        |
| NF      | 22     | Andrea de Cesaris  | Dallara-Ford          | 47     | Motor           | 17          |        |
| NF      | 14     | Olivier Grouillard | Osella-Ford           | 45     | Wiellager       | 21          |        |
| NF      | 23     | Pierluigi Martini  | Minardi-Ford          | 41     | Spin            | 11          |        |
| NF      | 26     | Philippe Alliot    | Ligier-Ford           | 22     | Spin            | 13          |        |
| NF      | 29     | Éric Bernard       | Larrousse-Lamborghini | 20     | Versnellingsbak | 18          |        |
| NF      | 3      | Satoru Nakajima    | Tyrrell-Ford          | 13     | Spin            | 14          |        |
| NF      | 17     | Gabriele Tarquini  | AGS-Ford              | 5      | Motor           | 22          |        |
| NF      | 8      | Stefano Modena     | Brabham-Judd          | 5      | Botsing         | 24          |        |
| NF      | 4      | Jean Alesi         | Tyrrell-Ford          | 0      | Spin            | 4           |        |
| NF      | 21     | Emanuele Pirro     | Dallara-Ford          | 0      | Gaspedaal       | 16          |        |
| NS      | 12     | Martin Donnelly    | Lotus-Lamborghini     |        | Blessure        |             |        |
| NQ      | 7      | David Brabham      | Brabham-Judd          |        |                 |             |        |
| NQ      | 24     | Paolo Barilla      | Minardi-Ford          |        |                 |             |        |
| NQ      | 10     | Bernd Schneider    | Arrows-Ford           |        |                 |             |        |
| NQ      | 31     | Bertrand Gachot    | Coloni-Ford           |        |                 |             |        |
| PQ      | 33     | Roberto Moreno     | EuroBrun-Judd         |        |                 |             |        |
| PQ      | 34     | Claudio Langes     | EuroBrun-Judd         |        |                 |             |        |
| PQ      | 39     | Bruno Giacomelli   | Life-Judd             |        |                 |             |        |

## Wetenswaardigheden
- Raceleiders: Ayrton Senna (26 ronden, 1-26), Nelson Piquet (2 ronden, 27-28), Alain Prost (45 ronden, 29-73)
- Door een bijzonder zware crash op vrijdag werd Martin Donnelly uit de wagen geslingerd. De blessures die hij hierbij opliep beëindigden zijn Formule 1-carrière.

## Statistieken
| Pole-position | Ayrton Senna     | McLaren-Honda    | 1:18.387 |
| Snelste ronde | Riccardo Patrese | Williams-Renault | 1:24.513 |

## Noot
- Dit was de vijftigste pole position voor Ayrton Senna.

1913 · 1923 · 1926 · 1927 · 1933 · 1934 · 1935 · 1951 · 1954 · 1967 · 1968 · 1969 · 1970 · 1971 · 1972 · 1973 · 1974 · 1975 · 1976 · 1977 · 1978 · 1979 · 1980 · 1981 · 1986 · 1987 · 1988 · 1989 · 1990 · 1991 · 1992 · 1993 · 1994 · 1995 · 1996 · 1997 · 1998 · 1999 · 2000 · 2001 · 2002 · 2003 · 2004 · 2005 · 2006 · 2007 · 2008 · 2009 · 2010 · 2011 · 2012 · 2013 · 2014 · 2015 · 2016 · 2017 · 2018 · 2019 · 2020 · 2021 · 2022 · 2023 · 2024 · 2025 · 2026